# 버지니아 스콰이어스
버지니아 스콰이어스(영어: Virginia Squires)는 버지니아주 노퍽/버지니아주 햄프턴/버지니아주 로어노크/버지니아주 리치먼드를 연고지로 하는 1969년부터 1970년까지 ABA 동부 디비전 소속 프로 농구 팀이다. 홈 구장은 노퍽 스코프와 햄프턴 콜리시엄, 로어노크 시빅 센터와 올드 도미니언 유니버시티 필드 하우스, 리치먼드 아레나와 리치먼드 콜리시엄이다.

## 역대 홈경기장
| 경기장                               | 사용기간      | 수용인원 | 장소                | 비고 |
| ------------------------------------ | ------------- | -------- | ------------------- | ---- |
| 버지니아 스콰이어스                  |               |          |                     |      |
| 노퍽 스코프                          | 1971년~1976년 | 10,253명 | 버지니아주 노퍽     | 빈칸 |
| 햄프턴 로드 콜리시엄                 | 1970년~1976년 | 9,777명  | 버지니아주 햄프턴   | 빈칸 |
| 로어노크 시빅 센터                   | 1971년~1976년 | 9,828명  | 버지니아주 로어노크 | 빈칸 |
| 올드 도미니언 유니버시티 필드 하우스 | 1970년~1971년 | 5,200명  | 버지니아주 리치먼드 | 빈칸 |
| 리치먼드 아레나                      | 1970년~1971년 | 4,252명  | 버지니아주 리치먼드 | 빈칸 |
| 리치먼드 콜리시엄                    | 1970년~1976년 | 11,992명 | 버지니아주 리치먼드 | 빈칸 |

## 역대 감독
| 감독                | 임기          |
| ------------------- | ------------- |
| 버지니아 스콰이어스 |               |
| 알 비안치           | 1970년~1976년 |
| 빌 머슬먼           | 1976년        |
| 마크 캘빈           | 1976년        |
| 윌리 와이즈         | 1976년        |
| 잭 애커슨           | 1976년        |
| 젤모 비티           | 1976년        |

## 같이 보기
- 로어노크 대즐